# 张羡 (虞乡县公)
張羨（？—？），河間郡鄚县（今河北省任丘市）人。中国北魏到隋朝时期政治人物、学者。

## 生平
張羨年轻时好学，通涉很多学问。張羨在北魏担任蕩難将軍。跟随魏孝武帝入关中，累進銀青光禄大夫。宇文泰将他召为从事中郎，賜姓叱羅氏。历任司職大夫、雍州治中、雍州刺史、儀同三司，进爵虞乡县公。再次入朝为司成中大夫，撰述国史。北周公卿多为武将，通晓学問的人很少，有学問的張羨被人看重。後年老致仕。隋朝建立，隋文帝召他进宫謁見。隋文帝因他年老，令他勿拜，扶杖升殿。宴会与皇帝同席，谈论了很久。張羨上表劝文帝俭约。張羨去世时，享年八十四岁。追贈滄州刺史，谥号定。著書《老子》、《庄子》义，称为《道言》，五十二篇。其子張煚。